# Рыжков, Иван Иванович
Иван Иванович Рыжков (5 декабря 1912, Данково — 15 мая 1989, Данково) — передовик советского сельского хозяйства, бригадир колхоза «Красный Октябрь» Левороссошанского района Воронежской области, Герой Социалистического Труда (1948).

## Биография
Родился в 1912 году в селе Данково Воронежского уезда Воронежской губернии в русской крестьянской семье. В день его рождения в семье умер отец и мать осталась с тремя детьми. С детства начал работать, пас скот. В 1933 году вступил в колхоз. Работал трактористом, а с 1940 года стал бригадиром тракторной бригады. В апреле 1942 года был призван в Красную армию, отбыл на фронт.
С мая 1943 года находился на передовом фронте Великой Отечественной войны. 17 июня 1943 года тяжело ранен в левую руку. После излечения был комиссован и направлен в тыл. 
Весной 1944 года вернулся в родное село, стал работать сеяльщиком.
Позже возглавил самую отстающую бригаду, но потом был переведён в бригадиры третьей бригады, за которой было закреплено 301 гектар пахотной земли. в 1947 году по итогам работы бригада Рыжова получила ржи 31,15 центнеров с гектара на площади 18,5 гектара, урожай озимой ржи составил 17,45 центнера с гектара.
За получение высоких урожаев ржи и пшеницы в 1947 году, Указом Президиума Верховного Совета СССР от 18 января 1948 года Ивану Ивановичу Рыжкову было присвоено звание Героя Социалистического Труда с вручением ордена Ленина и золотой медали «Серп и Молот».
С 1950 года работал механиком Старинской МТС Левороссошанского района, с 1953 года — механиком колхоза «Красный Октябрь». В дальнейшем трудился механиком в воронежском управлении связи. В 1972 году вышел на заслуженный отдых.
Проживал в селе Данково. Умер 15 мая 1989 года, похоронен на сельском кладбище.

## Награды
За трудовые успехи удостоен:
- золотая звезда «Серп и Молот» (18.01.1948),
- орден Ленина (18.01.1948),
- Орден Отечественной войны I степени,
- Медаль «За отвагу»,
- другие медали.